# James Brady (Segler)
James H. „Jim“ Brady (* 27. Juni 1963 in Tampa) ist ein ehemaliger US-amerikanischer Segler.

## Erfolge
James Brady errang seinen ersten Erfolg im Jahr 1983, als er US-amerikanischer Meister im Laser wurde. Er besuchte das College of Charleston, für das er ebenfalls in Segelwettkämpfen antrat. Mit dem Kielboot J/24 gewann er 1990 die Weltmeisterschaft, wurde Europameister und sicherte sich den Titelgewinn bei der Kieler Woche. Einen weiteren WM-Titel gewann er im J/22.
Brady nahm an den Olympischen Spielen 1992 in Barcelona neben Douglas Kern als Crewmitglied des US-amerikanischen Bootes der Soling-Klasse von Skipper Kevin Mahaney teil. Nach sechs Wettfahrten im Fleet Race qualifizierten sie sich mit 24,4 Punkten als Erste für die Endrunde, die im Match Race ausgetragen wurde. Mit vier Siegen und einer Niederlage zogen sie ins Halbfinale ein. Nach einem 2:0-Erfolg gegen das britische Boot folgte im Finale eine 0:2-Niederlage gegen die Dänen, womit diese Olympiasieger wurden und die US-Amerikaner die Silbermedaille erhielten. Im Vorfeld zu den Spielen hatte Brady gemeinsam mit Kern und Mahaney bereits zwei Medaillen bei Weltmeisterschaften gewonnen. 1990 wurden sie in Medemblik Vizeweltmeister, ein Jahr darauf sicherten sie sich in Rochester Bronze. Nach den Spielen war Brady Crewmitglied von Dennis Conner bei den Ausscheidungswettkämpfen für den America’s Cup im Jahr 1995, den sie mit der Stars & Stripes gewannen.
Bei den Spielen 1992 lernte Brady Julia Trotman kennen, die in der Europe-Klasse Bronze gewann. Die beiden heirateten und ließen sich in Portland, Maine, nieder. Dort betätigte sich Brady in der Immobilienbranche.